# Xã Adams, Quận Mahaska, Iowa
Xã Adams (tiếng Anh: Adams Township) là một xã thuộc quận Mahaska, tiểu bang Iowa, Hoa Kỳ. Năm 2010, dân số của xã này là 242 người.